# Zwift
Cet article possède un paronyme, voir Swift.
Zwift est un programme d'entraînement physique en ligne multijoueur pour le cyclisme et la course à pied qui permet aux utilisateurs d'interagir, de s'entraîner et de concourir dans un monde virtuel. Zwift est développé par Zwift Inc, cofondé en 2014, en Californie, par Jon Mayfield, Eric Min, Scott Barger et Alarik Myrin,.
Le jeu Zwift est lancé dans sa version bêta en septembre 2014 et devient un produit payant avec un tarif de 10 dollars américains par mois en octobre 2015, (équivalent à 11 dollars en 2021). Le prix d'adhésion mensuelle augmente pour atteindre 14,99 dollars américains en novembre 2017 (équivalent à 17 dollars en 2021). En France, le prix d'abonnement mensuel est de 19,99 euros depuis juin 2024.

## Débuts
En 2012-2013, Eric Min vient de vendre sa précédente entreprise, Sakonnet Technology. Min, cycliste depuis toujours, se retrouve confiné à rouler en intérieur[pourquoi ?], et insatisfait des options interactives alors proposées sur le marché. Il pense pouvoir les améliorer en « rendant le cyclisme social ». À peu près à la même époque, Min voit un message en ligne du programmeur Jon Mayfield décrivant un « programme d'entraînement 3D » qu'il développe comme projet de loisir. Min contacte rapidement Mayfield et prend des dispositions pour se rendre à Los Angeles afin de s'entretenir avec lui ; les deux hommes conviennent de fonder ensemble une entreprise autour du projet.

### Version bêta
Le premier monde virtuel, Jarvis Island, est lancé en tant que produit bêta sur invitation uniquement, le 30 septembre 2014. Le produit connaît un succès inattendu et plus de 13 000 demandes sont reçues pour 1 000 places bêta proposées. Le lancement a lieu simultanément dans les Clubhouses Rapha de Londres, New York et San Francisco. En mai 2015, Zwift passe en bêta ouverte. Une version virtuelle du parcours des Championnats du monde de cyclisme sur route UCI 2015 de Richmond (Virginie) est introduite le 3 septembre 2015.
Le 30 octobre 2015, Zwift est lancé en tant que produit à part entière avec un abonnement mensuel de 10 $.

## Technologie
Zwift permet aux joueurs de faire du vélo sur des appareils d'entraînement stationnaires tout en naviguant dans des mondes virtuels. Les joueurs peuvent faire du vélo librement dans le monde du jeu et participer à des randonnées, des courses ou des séances d'entraînement organisées en groupe avec d'autres utilisateurs. Zwift utilise les technologies ANT+ ou Bluetooth à basse consommation pour transmettre des données qui, en combinaison avec le poids de l'athlète et les choix d'équipement, sont utilisées pour convertir les efforts de l'athlète en vitesse et en puissance. Les entraîneurs « intelligents », qui comprennent un wattmètre intégré, permettent une mesure précise des watts ainsi qu'une expérience technologique immersive, où la résistance est appliquée ou diminuée pour simuler la pente rencontrée sur le parcours virtuel. Zwift estime la puissance des utilisateurs sur des entraîneurs conventionnels grâce à la cadence de l'utilisateur et à la courbe de puissance d'une large gamme d'entraîneurs spécifiés.
À l'origine, Zwift n'est disponible que pour les utilisateurs équipés d'un ordinateur personnel. En décembre 2016, Zwift est lancé sur iOS et, en novembre 2017, l'application devient disponible via Apple TV. Zwift comprend également une application mobile qui permet aux utilisateurs de changer de direction, de prendre des captures d'écran, de communiquer par messagerie, d'utiliser des bonus et de suivre d'autres athlètes. En janvier 2018, on compte plus de 550 000 comptes.

## Équipement nécessaire
Pour avoir une expérience la plus réaliste possible sur Zwift il est conseillé d'utiliser un hometrainer qui permet d'ajuster la difficulté ou simuler l'inclinaison. Il est aussi recommandé d'utiliser un ventilateur et une tenue légère (maillot et cuissard d'été) pour une expérience optimale. Il faut aussi penser à positionner l'écran de façon à ne pas trop se fatiguer les yeux et ne pas créer de tensions dans la nuque,.

## Investissement
En décembre 2018, Zwift lève un investissement de série B de 120 millions de dollars : le tour d'investissement est mené par Highland Europe, une société d'investissement anglaise. Le PDG Eric Min annonce que l'argent serait consacré à l'expansion des catégories, y compris les tournois esports et la poursuite du développement de Zwift Run,. Zwift se classe cinquième dans le classement 2019 des entreprises les plus innovantes (secteur du sport) du magazine Fast Company,.
En septembre 2020, Zwift lève un investissement minoritaire de 450 millions de dollars dirigé par la société d'investissement KKR. Les fonds seront utilisés pour pousser le développement de la plateforme logicielle de base de Zwift et mettre sur le marché du matériel conçu par Zwift.

## Cartes
Il y a douze cartes, ou mondes, dans Zwift. Un seul est toujours disponible : Watopia, une île fictive, qui a vu certaines de ses extensions pencher vers le fantastique, avec notamment des dinosaures et la possibilité de rouler dans un volcan en activité. Ce monde comprend également une reconstitution de la célèbre ascension de l'Alpe d'Huez. Huit mondes se succèdent selon un calendrier préétabli. Il s'agit de :
- Richmond, une représentation réaliste du parcours utilisé par les coureurs professionnels lors des Championnats du monde de cyclisme sur route de l'UCI 2015 organisés à Richmond, en Virginie, aux États-Unis. Le parcours est urbain et il s'agit de la première carte « réelle » que Zwift a tenté de créer[30] ;
- Londres, inspirée par des sections du parcours de la Prudential RideLondon 2016 ;
- New York, une version futuriste de Central Park, avec des voitures volantes et des routes en verre surélevées ;
- Innsbruck, qui recrée des parties du parcours des Championnats du monde de cyclisme sur route de l'UCI 2018 ;
- Yorkshire, qui recrée le circuit d'arrivée des Championnats du monde de cyclisme sur route de l'UCI 2019 à Harrogate ;
- La France, inspirée par les paysages variés du Tour de France, y compris une recréation de la célèbre montée du mont Ventoux ;
- Paris, une recréation du circuit d'arrivée traditionnel du Tour de France sur les Champs-Élysées ;
- Makuri Islands, un paysage fantastique inspiré de la culture japonaise (sortie le 1er juin 2021)[31].

Les deux derniers mondes ne sont accessibles que dans le cadre d'un évènement programmé :
- Bologne, qui recrée le contre-la-montre d'ouverture du Tour d'Italie 2019 ;
- Crit City, qui est disponible pour des courses courtes de type critérium ;
- L'Écosse, qui est créée pour accueillir les Championnats du monde UCI de cyclisme E-sports en 2023.

## Communauté
En juin 2021, Zwift compte plus de 334 000 fans sur la plateforme de médias sociaux Facebook. Mark Zuckerberg, directeur général de Facebook, utilise la plateforme pour continuer à s'entraîner après s'être cassé le bras. Un article de La Velocita[Quoi ?] appelle les fans du jeu « Zwifters ». Un partenariat entre Zwift et le site de partage de trajets Strava conduit à l'intégration des trajets Zwift, automatiquement téléchargés sur Strava, si les utilisateurs activent la fonction. La première course Zwift documentée a lieu le 3 mars 2015, organisée par Facebook et reprenant le modèle des courses de nuit, un évènement communautaire commun dans la sous-culture de la course sur route du cyclisme. L'un des premiers groupes à proposer des courses établies sur Zwift est KISS, qui commence les courses à la fin de 2015 et se développe en 2018 pour devenir l'un des plus grands organisateurs sur la plateforme.

## ProgrammeZwift Academy

### Cyclisme
Début 2016, Zwift lance le programme Zwift Academy, qui utilise la plateforme pour tester l'aptitude des futurs coureurs à participer à des courses cyclistes professionnelles. Lors de la compétition inaugurale, 1 200 cyclistes s'inscrivent, et l'ancienne marathonienne Leah Thorvilson est couronnée gagnante et obtient un contrat avec l'équipe Canyon-SRAM pour 2017. En 2017, la compétition féminine est remportée par l'ex-triathlète Tanja Erath, qui termine première d'un peloton de 2 100 participants et décroche un contrat avec Canyon-SRAM pour 2018, tandis que la première compétition masculine est remportée par l'ancien patineur de vitesse Ollie Jones, qui bat 9 200 autres cyclistes pour décrocher une place dans l'équipe Dimension Data for Qhubeka.
L'académie se concentre initialement sur un programme d'entraînement de huit semaines comprenant 16 épreuves, avec un entraînement par intervalles et des randonnées et courses virtuelles en groupe, avant que dix coureurs ne soient sélectionnés pour la phase demi-finale et que trois autres ne soient choisis pour s'affronter dans la vie réelle.
| Année | Hommes           | Femmes          |
| ----- | ---------------- | --------------- |
| 2016  |                  | Leah Thorvilson |
| 2017  | Ollie Jones      | Tanja Erath     |
| 2018  | Martin Lavrič    | Elle Harris     |
| 2019  | Drew Christensen | Jessica Pratt   |
| 2020  | Jay Vine         | Neve Bradbury   |
| 2021  | Alex Bogna       | Maud Oudeman    |
| 2022  | Luca Vergallito  | Alex Morrice    |
| 2023  | Louis Kitzki     | Maddie Le Roux  |
| 2024  | Noah Ramsay      | Emily Dixon     |

### Triathlon
En 2018, le concept d'identification des talents de la Zwift Academy est élargi pour inclure le sport du triathlon. Quatre athlètes sont sélectionnés dans l'équipe de triathlon de la Specialized Zwift Academy ; Rachael Norfleet (États-Unis), Geert Janssens (Belgique), Golo Philippe Röhrken (Allemagne) et Bex Rimmington (Royaume-Uni).

## Ligue E-sports de cyclisme professionnelle
En 2019, Zwift nomme Craig Edmondson en tant que PDG de Zwift Esports, et produit deux évènements de la série e-race, dont les participants sont des athlètes professionnels concourant sur la plate-forme. Une ligue esports de cyclisme professionnel (KISS Super League), qui est annoncée dès la fin 2018 est lancée en 2019, avec la participation de quatre équipes cyclistes professionnelles masculines continentales de l'UCI confirmées[pas clair] : Team Wiggins Le Col, Canyon-SRAM, Hagens Berman Axeon et Team Dimension Data pour Qhubeka U23.
En juillet 2020, le Tour de France ayant été reporté en raison de la pandémie de Covid-19, Zwift est utilisé pour organiser un tour virtuel composé de six étapes. En décembre 2020, le tout premier championnat du monde de cyclisme esports de l'UCI se déroule sur Zwift. En mars 2023, il est annoncé que Zwift ferait partie des Olympics Esports Series[Quoi ?] en tant qu'évènement cycliste.